# Francisco Moreno (cyclisme, 1931)
Ne doit pas être confondu avec Francisco Moreno (cyclisme, 1989) ou Francisco Moreno.
Moreno  Martínez est un nom espagnol. Le premier nom de famille, en général paternel, est Moreno ; le second, en général maternel, souvent omis, est Martínez.
Francisco Moreno Martínez, né le 14 mars 1931 à Mahora et mort le 23 janvier 2018 à Albacete, est un coureur cycliste espagnol. Professionnel de 1955 à 1962, il a notamment remporté une étape du Tour d'Espagne en 1961,, après avoir terminé sixième de l'édition 1957.

## Palmarès
- 1957
  - 2e du GP Llodio
  - 3e de la Klasika Primavera
  - 3e du Trofeo Masferrer
  - 6e du Tour d'Espagne
- 1958
  - 3e du GP Pascuas
- 1959
  - 1re étape du Gran Premio de la Bicicleta Eibarresa
  - 1rea étape du Tour du Levant (contre-la-montre par équipes)
  - 3e de la Klasika Primavera
- 1960
  - 1re (contre-la-montre par équipes) et 2e étapes du Tour du Levant
  - Trofeo Masferrer
  - 1re étape du Tour d'Espagne (contre-la-montre par équipes)
  - 2e du Tour du Levant
- 1961
  - 1rea (contre-la-montre par équipes) et 13e étapes du Tour d'Espagne
- 1962
  - 1rea étape du Tour du Levant (contre-la-montre par équipes)
- 1963
  - 2e du Tour de Navarre

## Résultats sur les grands tours

### Tour de France
1 participation
- 1958 : 71e

### Tour d'Espagne
7 participations
- 1955 : 19e
- 1956 : 36e
- 1957 : 6e,  maillot jaune pendant un jour
- 1958 : 28e
- 1959 : abandon (17e étape)
- 1960 : non-partant (7e étape), vainqueur de la 1re étape (contre-la-montre par équipes)
- 1961 : 37e, vainqueur des 1rea (contre-la-montre par équipes) et 13e étapes

### Tour d'Italie
1 participation
- 1961 : 53e